# قصة حب (فلم 1942)
قصة حب (بالإيطالية: Una storia d'amore) هو فيلم أبيض وأسود درامي إيطالي إنتاج عام 1942 من إخراج ماريو كاميريني وبطولة آسيا نوريس وبييرو لولي وكارلو كامبانيني. وهو مبني على مسرحية "Life Begins" للكاتبة ماري ماكدوغال أكسلسون، والتي تم تحويلها سابقًا إلى فيلم عام 1932 يحمل نفس العنوان وفيلم عام 1939 "ولادة طفل". مع طلقة مسدس، كان هذا بمثابة محاولة لإظهار نوريس كممثلة درامية، بدلاً من الكوميديا الهاتفية البيضاء التي اشتهرت بها. تم عرضه في مهرجان البندقية السينمائي عام 1942.
تم إنتاجه بواسطة شركة فيلم لوكس، إحدى شركات الأفلام الرائدة في إيطاليا الفاشية. تم تصويره في استوديوهات سينيشيتا في روما. تم تصميم مجموعات الفيلم من قبل المخرجين الفنيين جاستون ميدين وجينو بروسيو. ظهر نجم المستقبل مارسيلو ماستروياني لفترة وجيزة كإضافة غير معتمدة.

## ملخص الفيلم
تتزوج امرأة شابة ذات ماضي مضطرب من عامل في مصنع للهندسة الميكانيكية وتحاول أن تعيش حياة محترمة. لكن رجلاً يعرف ماضيها يحاول ابتزازها ويفقدها عقلها ما دفعها إلى قتله، ليحكم عليها بالسجن مدة عشر سنوات، وتلد طفلاً أثناء وجودها في السجن.

## طاقم التمثيل
- آسيا نوريس بدور آنا روبرتي
- بييرو لولي بدور جياني كاستيلي
- كارلو كامبانيني بدور أجوستينو
- جويدو نوتاري بدور فيريري
- أوزفالدو جينازاني بدور ساندرو
- إميليو سيجولي بدور محامي الدفاع
- إيما بارون بدور ممرضة العيادة
- أنطونيو باتيستيلا بدور إنريكو باندوتشي
- جيورجيو كابيتشي بدور الجراح المساعد
- ضياء كريستياني بدور كلارا
- أولينتو كريستينا بصفته رئيس المحكمة
- جوالتيرو دي أنجيليس بدور إيل شرطي ليلي
- لويجي جيوفاريللا بدور البروفيسور فنتوري
- أوغوستو ماركاتشي بدور المدعي العام
- مارسيلو ماستروياني كإضافة
- كارلو ميشيلوزي بدور بيبي - الأب الشجاع
- إيجيستو أوليفييري بدور الوكيل الأول في المهمة
- أمينة بيراني ماجي بدور مالك بيت الضيافة جاليني
- فانا بولفيروسي بدور أم التوأم
- لويزا فينتورا بدور سيدة المعجنات
- سيرو بيراردي بدور مدير ورشة

## روابط خارجية
- قصة حب  في قاعدة بيانات الأفلام على الإنترنت (بالإنجليزية)